# La Trinidad, Ocosingo
La Trinidad är en ort i Mexiko.   Den ligger i kommunen Ocosingo och delstaten Chiapas, i den sydöstra delen av landet, 900 km öster om huvudstaden Mexico City. La Trinidad ligger 520 meter över havet och antalet invånare är 457.
Terrängen runt La Trinidad är varierad. La Trinidad ligger nere i en dal. Runt La Trinidad är det glesbefolkat, med 16 invånare per kvadratkilometer. Närmaste större samhälle är Las Tazas, 2,5 km söder om La Trinidad. I omgivningarna runt La Trinidad växer i huvudsak städsegrön lövskog.